# Austis
Austis (sardinsky: Aùstis) je italská obec (comune) v provincii Nuoro v regionu Sardinie. Nachází se ve výšce 737 metrů nad mořem a má 744 obyvatel. Rozloha obce je 50,81 km².